# Harjumaa-museum
Het Harjumaa-museum (Ests: Harjumaa Muuseum) is een regionaal museum gevestigd in de Estse stad Keila. Het museum werd officieel opgericht op 30 augustus 1988 en begon zijn werkzaamheden in 1989. Het heeft als doel de geschiedenis en het erfgoed van de provincie Harjumaa te verzamelen, onderzoeken, behouden en tentoon te stellen.
Het museum is gevestigd in het voormalige landhuis Keila, een historisch gebouw uit de 19e eeuw. De locatie biedt ruimte voor verschillende permanente tentoonstellingen, zoals archeologische vondsten van de ruïnes van het Keila-kasteel, geologie van de regio en de geschiedenis van Harjumaa. Naast de permanente tentoonstellingen organiseert het museum ook tijdelijke exposities over uiteenlopende thema's. Voor kinderen is er een speciale speelruimte, terwijl onderzoekers toegang hebben tot de museumbibliotheek en het archief.
Het Harjumaa-museum werkt samen met andere musea, organisaties en de lokale gemeenschap om het erfgoed van de regio te delen en te behouden. Dankzij deze samenwerking zijn er meerdere projecten en evenementen gerealiseerd, waarbij ook gebruik is gemaakt van particuliere collecties.
Naast het hoofdmuseum in Keila heeft het Harjumaa-museum ook een afdeling genaamd het Amandus Adamson Ateliermuseum in Paldiski.